# Johann von Wessenberg

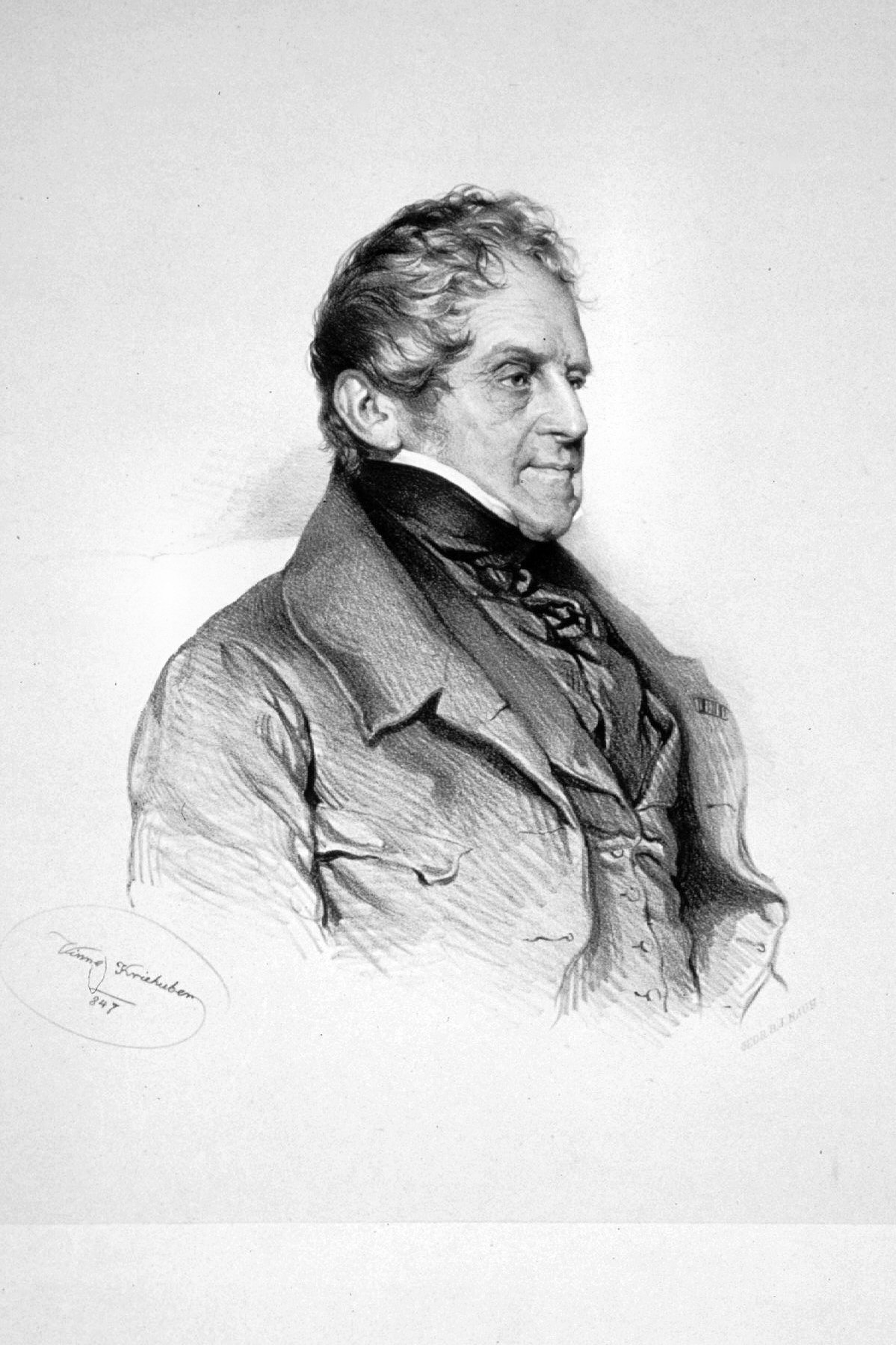
Johann von Wessenberg-Ampringen

Baron Johann von Wessenberg-Ampringen (Dresden, 28 november 1773 – Freiburg im Breisgau, 1 augustus 1858) was een Oostenrijks diplomaat en staatsman.

## Biografie
Wessenberg werd geboren in Dresden, waar zijn vader werkte als docent van de telgen van het huis Wettin in het keurvorstendom Saksen. In 1776 keerde de familie echter terug naar Freiburg in Voor-Oostenrijk. In 1794 trad Wessenberg in Oostenrijkse staatsdienst en was diplomatiek gezant tijdens de Tweede Coalitieoorlog. Vanaf 1801 werkte hij als secretaris op de Oostenrijkse ambassade in Berlijn en in 1805 werd hij ambassadeur in Kassel, waar hij in 1806 getuige was van de Franse bezetting onder leiding van generaal Mortier.
In 1808 keerde Wessenberg terug naar Berlijn als ambassadeur aan het Pruisische hof. Koning Frederik Willem III was Napoleons troepen ontvlucht naar Oost-Pruisen en Wessenberg slaagde er niet in hem te overtuigen zich aan te sluiten bij de Vijfde Coalitie tegen Frankrijk. Van 1811 tot 1813 stond hij aan het hoofd van het gezantschap in München en nadien reisde hij als buitengewoon gezant naar Londen, Frankrijk en Milaan, om vervolgens in 1814 aangeduid te worden als de tweede Oostenrijkse afgevaardigde op het Congres van Wenen, naast Metternich. Zijn inspanningen vormden een grote bijdrage tot de totstandkoming van de Duitse Bond.
Vanaf 1830 werd hij opnieuw ambassadeur in Den Haag, waardoor hij ook betrokken raakte bij de verwikkelingen na de Belgische Omwenteling, die uiteindelijk tot het Verdrag van Londen (1839) leidden. Na de opstanden van 1848 werd Wessenberg in juli 1848 aangesteld tot minister-president, maar zag zich snel gedwongen met het hof de Weense Oktoberopstand te ontvluchten naar Olmütz, waarna hij in november aftrad ten gunste van vorst Felix zu Schwarzenberg.
De laatste jaren van zijn leven bracht hij door op de landgoederen van zijn familie in Freiburg, waar hij in 1858 overleed.